# Raúl Figueroa
Raúl Eugenio Figueroa Salas (né le 21 mars 1975) est un peuple chilien homme politique et avocat.

## Carrière politique
Il a travaillé au Ministère de l'Éducation pendant toute la premier gouvernement de Sebastián Piñera (2010-2014), d'abord en tant que chef de la Division Juridique puis comme chef des conseillers du ministère. Pendant la Campagne de Sebastián Piñera (2017), il a été coordinateur du programme éducatif.
En mars 2018, il devient sous-secrétaire à l'Éducation. Le 28 février 2020, il a été nommé ministre de l'Éducation du deuxième gouvernement de Sebastián Piñera.